# 长谷川凉香
长谷川凉香（日语：／ Hasegawa Suzuka，2000年1月25日—）生于东京都北区，是一名日本女子游泳运动员，主项是蝶泳，所属俱乐部是东京巨蛋。长谷川凉香的名字的由来是退役游泳选手千叶铃（千葉すず）。她的父亲是游泳教练，在父母的影响下，她在3岁时开始正式练习游泳。
长谷川在2016年4月举行的日本游泳锦标赛上获得女子200米蝶泳亚军，获得同年8月举办的里约奥运的参赛资格。在同年7月的国民体育大会东京都代表选拔赛当中，她在200米蝶泳项目当中游出2分6秒00的个人最好成绩，成为奥运奖牌有力争夺者之一，然而她在里约奥运并未发挥出最佳水平，在该项目上以半决赛第9名的成绩无缘决赛。
长谷川和池江璃花子就读于同一所高中——淑德巢鸭高校，两人相差一个年级，同时两人也都一同获得平成29年度（2017年度）丰岛区体育荣誉奖。她和另一位国家队队友持田早智也就读于同一所大学——日本大学，虽然两人都是同一年入学（2018年），但所属专业不同，长谷川就读于体育科学部，而持田则就读于法学部，两人同样都是女子200米蝶泳项目的主力选手，因此被认为有希望在2020年东京奥运该项目上为日本队包揽两枚奖牌。